# はたけのしたはおおさわぎ
はたけのしたはおおさわぎとは、西谷恵理作の低学年向けの児童劇の物語。

## 登場人物
野菜
畑の土の中で暮らしている。大根、人参、じゃがいもの3種類。みんなで仲良く生活し、朝になったら「野菜体操」をやる。
もぐら
「もぐりん隊」の名を持ち、野菜をいじめて食べようとする悪者。雨が苦手。朝にいじめに入る事が多い。
かえる
畑の土の中のガードマン。野菜たちを守ろうと、日々、目を光らせている。いつでもどこでも対応していたが、雨がしばらく降らず、体力が落ちてしまった。
雷小僧
空から降ってくる雷。空から「稲光の超特急」に乗ってやってきた。体力が落ちた野菜とカエルを元気にさせよう雨を降らせ、もぐらのもぐりん隊を退治し、野菜とカエルの命の恩人という存在となった。

## 劇中歌
1. 野菜の歌1番　劇開始時と平和な畑が戻った場面で歌う。
2. 野菜の歌2番　「野菜体操」をやりながら歌う。
3. もぐらの歌　畑に登場する場面と、野菜をいじめ終わった場面で歌う。
4. かえるの歌　警備のために懐中電灯で光をあてている場面で歌う。
5. 雷小僧の歌　畑に登場する場面で歌う。